# Richard der Gerichtsherr
Richard der Gerichtsherr (lateinisch: Richardus Justitiarius, französisch: Richard le Justicier; * 858; † 921 in Auxerre) war ein fränkischer Adliger aus der Familie der Buviniden. Während des späten 9. Jahrhunderts fasste er die westlich der Saône gelegenen Gebiete des alten Burgund unter seiner Herrschaft zusammen und gilt damit als Begründer des mittelalterlichen Herzogtums Burgund, das der heutigen französischen Landschaft Bourgogne entspricht.

## Leben

### Herkunft

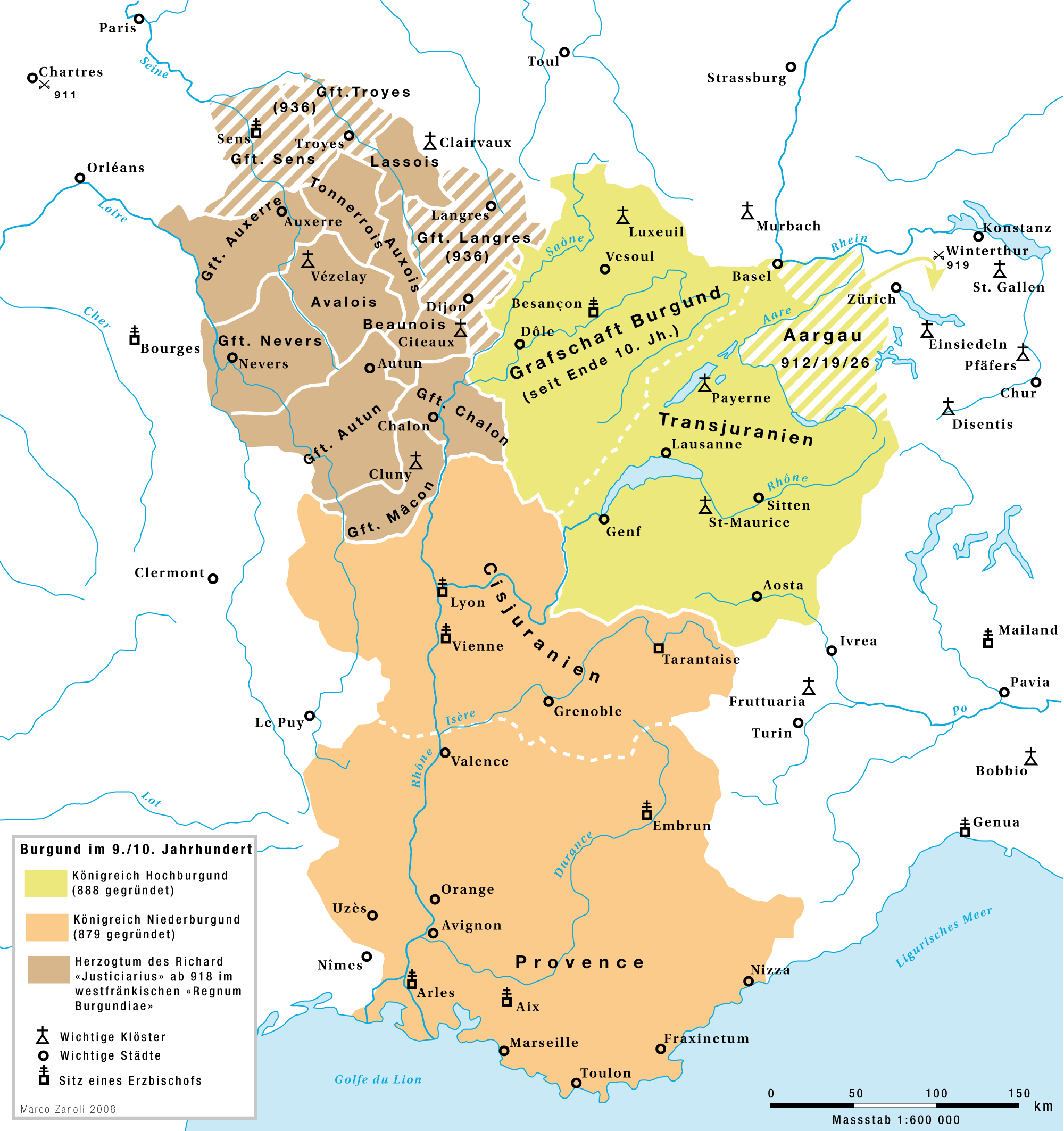
Burgund seit dem ausgehenden 9. Jahrhundert
Königreich Niederburgund (orange; Boso von Vienne)
Königreich Hochburgund (grün; Rudolf I.)
Herzogtum Burgund (braun; Richard der Gerichtsherr)

Richard war der Sohn des Buvinus, Graf von Metz und Laienabt von Gorze, und seiner Ehefrau Richilde von Arles. Sein Bruder war Boso von Vienne und seine Schwester Richildis war die Ehefrau des westfränkischen Königs und späteren Kaisers Karl des Kahlen. Über seine Tante mütterlicherseits war Richard zudem ein Neffe des Königs Lothar II.
Richard war seit ca. 887/888 verheiratet mit Adelheid, einer Schwester des transjuranischen Dux und späteren Königs Rudolf I. aus der Familie der Welfen. Seine Frau brachte ihm die Grafschaft Auxerre als Mitgift in die Ehe ein.

### Bruderkampf
Nach dem Tod des Kaisers Ludwig II. (875) begleiteten Richard und sein Bruder Boso ihren Schwager, König Karl den Kahlen, nach Italien, der sich dort in Rom von Papst Johannes VIII. zum Kaiser krönen ließ. Durch die Ernennung Bosos zum Dux und Missus Regius in Italien gelangten die Buviniden in eine führende Position, vor allem im burgundischen Raum. Um 877 übernahm Richard zusammen mit dem Welfen Hugo Abbas von seinem Bruder das Amt des Missus in Italien, nachdem dieser von dort abberufen worden war.
Richard selbst erscheint erstmals 876 als Graf, vermutlich in Sens. 879 nutzte Boso den Tod König Ludwigs des Stammlers, um sich in Niederburgund (Cisjuranien) und in der Provence zum König zu erheben. Richard trug diesen Schritt nicht mit und blieb loyal zu den karolingischen Königen Ludwig III. und Karlmann, was ihm 880 mit der Belehnung der Grafschaft Autun und der Investitur als Laienabt von Saint-Symphorien gelohnt wurde. Im selben Jahr führte er im Verbund mit den Königen Ludwig III., Karlmann und Karl dem Dicken einen Feldzug gegen seinen eigenen Bruder, den er in der Nähe der Saône schlug und Mâcon sowie Lyon einnahm. Eine erste Belagerung von Vienne im August 880 schlug fehl. Nach einem zweiten Anlauf im September 882 gelang Richard zusammen mit König Karlmann schließlich die Einnahme der Stadt. Boso konnte fliehen, aber dessen Ehefrau und Kinder gerieten in Gefangenschaft und wurden der Obhut Richards in Autun unterstellt.
Nach Bosos Tod (887) förderte Richard seine Schwägerin Ermengarde als Regentin in Niederburgund und überführte seinen Neffen, Ludwig den Blinden, an den Hof Kaiser Karls des Dicken, der den Jungen adoptierte.

### Herzog von Burgund
Nach dem Tod König Karlmanns (884) unterstützte Richard den ostfränkischen Karolinger Karl den Dicken als neuen König im westfränkischen Regnum. Damit geriet er in Rivalität zu der Familie der Robertiner um den Grafen Odo von Paris, der nach der Absetzung Karls des Dicken 887 zum König gewählt wurde. Richard aber unterstützte zusammen mit Wilhelm dem Frommen, Ramnulf II. von Poitou und Erzbischof Fulko von Reims den unmündigen Karl den Einfältigen und bemächtigte sich in den folgenden Jahren Tonnerre und Nevers, während die Grafen von Dijon und Chalon ihn als ihren Oberherren anerkannten. Nach diesen Erfolgen sah sich König Odo im Mai 892 bei einem Treffen in Chalon-sur-Saône gezwungen, Richard in seinem zusammengefügten Herrschaftsgebiet anzuerkennen, der im Gegenzug eine neutralere Haltung zwischen Karolingern und Robertinern einnahm. Danach begann Richard seine Herrschaft in seinem Gebiet zu konsolidieren. 894 eroberte er Langres und ließ den robertinischen Bischof der Stadt blenden. Im folgenden Jahr nahm er Sens und Troyes ein und sperrte dessen Erzbischof, der die Königsweihe von Odo durchgeführt hatte, in einen Kerker. Weiterhin ernannte er sich zum Laienabt der Abteien Sainte-Colombe in Sens und Saint-Germain in Auxerre. 
Während dieses Konflikts war Richard zugleich mit dem Abwehrkampf gegen die Normannen beschäftigt. Diese waren 888 in Burgund eingefallen und hatten Bèze geplündert. Richard nahm ihre Verfolgung auf und schlug sie bei Saint-Florentin. Im selben Jahr hatte sich Richards Schwager, der transjuranische Dux Rudolf, in seinem Herrschaftsbereich zum König erheben lassen und so das Königreich Hochburgund begründet.
Nach dem Tod König Odos (898) wurde Karl der Einfältige allgemein anerkannt, der wiederum Richard als Markgraf (marchio) anerkannte, was ihn als ersten Fürsten des im westfränkischen Regnum verbliebenen Burgund auswies. Danach war Richard weiterhin gegen die Normannen engagiert. Diese hatten noch 898 Tonnerre und Montbard überfallen, worauf Richard sie bei Argenteuil-sur-Armançon überraschte und besiegte. 911 griffen die Normannen unter Rollo Auxerre an. Richard verbündete sich mit dem Markgrafen Robert von Neustrien, dem Grafen Ebalus Mancer von Poitou und dem Bischof Géran von Auxerre und errang im Juli 911 bei Chartres einen vernichtenden Sieg über die Normannen, was zum Vertrag von Saint-Clair-sur-Epte führte.
Seit dem Jahr 918 wurde Richard als „Graf und Herzog von Burgund“ (comes et dux Burgundiae) betitelt. Er starb im August/September 921 und wurde in der Abtei Sainte-Colombe in Sens bestattet. Der aquitanische Herzog Wilhelm der Fromme hatte 910 im burgundischen Cluny die berühmte Benediktinerabtei gegründet.

## Nachkommen
Die Kinder von Richard und Adelheid waren:
- Rudolf (Raoul; † 15. Januar 936), Herzog von Burgund und 923 König von Frankreich
- Ermengarde, ⚭ Giselbert († 956), Herzog von Burgund
- Richilde (Richeut; 948/955 bezeugt), ⚭ Liétaud II., Graf von Mâcon († 7. September 965)
- Hugo der Schwarze (Hugues le Noir; † 17. Dezember 952), 936 Graf und Markgraf von Provence, Herzog von Burgund
- Boso I. (895–935), Graf von Provence
- Adelheid († nach 920), ⚭ Reginar II. Graf von Hennegau

| Vorgänger | Amt                        | Nachfolger |
| --------- | -------------------------- | ---------- |
| —         | Herzog von Burgund 918–921 | Rudolf     |
| Konrad    | Graf von Sens 895/96–921   | Rudolf     |

| Personendaten    | Personendaten                                |
| ---------------- | -------------------------------------------- |
| NAME             | Richard der Gerichtsherr                     |
| ALTERNATIVNAMEN  | Richard le Justicier; Richardus Justitiarius |
| KURZBESCHREIBUNG | Herzog von Burgund                           |
| GEBURTSDATUM     | 858                                          |
| STERBEDATUM      | 921                                          |
| STERBEORT        | Auxerre                                      |